# Kocourek a horečka
Kocourek a horečka (2006) je druhé oficiální album brněnské alternativní skupiny Květy. Obsahuje 11 písniček a na datové stopě videoklip k písni Pasáček ovcí z předchozího alba Jablko jejího peří. Autorem textů všech písní je Martin E. Kyšperský, hudbu skládal spolu s Alešem Pilgrem. Autorem koláží v bookletu je Martin E. Kyšperský.

## Seznam písní
1. Jakub a medvěd
2. Opustit Bystroušku
3. Řeka je tiché letiště pro kachny
4. S tím, co zpívají ptáci
5. Měsíc Země (lišky)
6. Okna do zahrady
7. Je snadné se seznámit s děvčetem
8. Vlna
9. Vítr fouká (na rybí kosti)
10. Dopis od Zuzany B.
11. Měsíc Jupitera (Mau)

## Obsazení

### Květy
- Martin E. Kyšperský – zpěv, elektrická kytara, akustická kytara, elektroakustická kytara, kytara s nylonovými strunami (1, 6, 9), kytara se smyčcem (5), mandolína (5, 8), kontrabas (1, 5, 7, 9–11), baskytara (3, 4, 6, 8, 11), elektrické varhany (1), štěrchátko a ryby s něčím uvnitř (2), klávesová foukací harmonika (9), telefon (11)
- Aleš Pilgr – bicí a perkusní souprava, balafon (2), vibrafon (4, 7, 9), zvonkohra (4, 8), skleničky s vodou (5), xylofon (6), klávesová foukací harmonika (5, 8, 10), elektrické varhany (5), zpěv (11)

### Hosté
- Marta Fúú Svobodová – zpěv (2, 7, 10)
- Dorota Barová – violoncello (2)
- Ondřej Kyas – klávesy (1, 3)
- Tomáš Vtípil – trubka (11)
- Marek Laudát, Vít Pelikán, Tomáš Goněc, Václav Kovář – sbor (1, 5–8, 10, 11)

### Videoklip
Datová stopa kompaktního disku obsahuje videoklip ke Kyšperského písni Pasáček ovcí, který vytvořil Petr Hegyi.
- Martin Růžička – violoncello, muž v obleku
- Aleš Pilgr – mandolína, perkuse, muž v šusťákovce
- Martin E. Kyšperský – zpěv, kytara, muž v zácloně
- Klára Mázlová – žena

## Ocenění
- Album bylo oceněno Andělem v kategorii Alternativní scéna.